# Адміністративний устрій Валківського району
Адміністративний устрій Валківського району — адміністративно-територіальний поділ Валківського району Харківської області на 1 міську, 2 селищні та 17 сільських рад, які об'єднують 102 населені пункти та підпорядковані Валківській районній раді. Адміністративний центр — місто Валки.

## Список радВалківського району
| №  | Назва                         | Центр             | Населені пункти | Площа км² | Місце за площею | Населення (2001), чол. | Місце за населенням |
| -- | ----------------------------- | ----------------- | --- | --------- | --------------- | ---------------------- | ------------------- |
| 1  | Валківська міська рада        | м. Валки          | м. Валки |           |                 |                        |                     |
| 2  | Ков'язька селищна рада        | смт Ков'яги       | смт Ков'яги c. Журавлі c. Розсохівка c. Трохимівка c. Халимонівка                                                                                |           |                 |                        |                     |
| 3  | Старомерчицька селищна рада   | смт Старий Мерчик | смт Старий Мерчик c-ще Газове c. Добропілля c. Золочівське c. Мічурінське c-ще Привокзальне                                                      |           |                 |                        |                     |
| 4  | Баранівська сільська рада     | c. Баранове       | c. Баранове c. Війтенки c. Гринців Ріг c. Коверівка c. Мізяки c. Рогівка c. Тетющине                                                             |           |                 |                        |                     |
| 5  | Благодатненська сільська рада | c. Благодатне     | c. Благодатне c. Крута Балка c. Ландишове c. Новоселівка c. Серпневе                                                                             |           |                 |                        |                     |
| 6  | Високопільська сільська рада  | c. Високопілля    | c. Високопілля c. Гвоздьове |           |                 |                        |                     |
| 7  | Гонтово-Ярська сільська рада  | c. Гонтів Яр      | c. Гонтів Яр c. Водопій c. Корсунівка c. Круглик c. Кузьмівка c. Старі Валки                                                                     |           |                 |                        |                     |
| 8  | Заміська сільська рада        | c. Заміське       | c. Заміське c. Бугаївка c. Бурякове c. Корнієнкове c. Косенкове c. Мала Кадигробівка c. Перепелицівка c. Рудий Байрак c. Тупицівка c. Щербинівка |           |                 |                        |                     |
| 9  | Кобзарівська сільська рада    | c. Кобзарівка     | c. Кобзарівка c. Данильчин Кут c. Довжик c. Зайцівка c. Катричівка c. Козаченківка c. Шийки                                                      |           |                 |                        |                     |
| 10 | Костівська сільська рада      | c. Костів         | c. Костів c. Гузівка c. Колодківка c. Семківка                                                                                                   |           |                 |                        |                     |
| 11 | Мельниківська сільська рада   | c. Мельникове     | c. Мельникове c. Велика Губщина c. Вишневе c. Михайлівка c. Нестеренки c. Різдвяне c. Скельки c. Суха Балка c. Яхременки                         |           |                 |                        |                     |
| 12 | Минківська сільська рада      | c. Минківка       | c. Минківка c. Велика Кадигробівка c. Водяна Балка c. Гребінники c. Лисконоги c. Манили c. Мірошники c. Тугаївка                                 |           |                 |                        |                     |
| 13 | Новомерчицька сільська рада   | c. Новий Мерчик   | c. Новий Мерчик |           |                 |                        |                     |
| 14 | Огульцівська сільська рада    | c. Огульці        | c. Огульці |           |                 |                        |                     |
| 15 | Олександрівська сільська рада | c. Олександрівка  | c. Олександрівка c. Корсунове c. Рідкодуб c. Соснівка                                                                                            |           |                 |                        |                     |
| 16 | Перекіпська сільська рада     | c. Перекіп        | c. Перекіп |           |                 |                        |                     |
| 17 | Сидоренківська сільська рада  | c. Сидоренкове    | c. Сидоренкове c. Завгороднє c. Майдан c. Мозолівка c. Очеретове c. Шелудькове                                                                   |           |                 |                        |                     |
| 18 | Сніжківська сільська рада     | c. Сніжків        | c. Сніжків c. Вільхівське c. Дорофіївка c. Кантакузівка c. Ясеневе                                                                               |           |                 |                        |                     |
| 19 | Черемушнянська сільська рада  | c. Черемушна      | c. Черемушна c. Литвинівка c. Піски c. Яблунівка                                                                                                 |           |                 |                        |                     |
| 20 | Шарівська сільська рада       | c. Шарівка        | c. Шарівка c. Бурівка c. Буцьківка c. Золочівське c. Пасічне c. Петренкове c. Свинарі c. Хворостове c. Шевченкове c. Шлях                        |           |                 |                        |                     |

* Примітки: м. — місто, с-ще — селище, смт — селище міського типу, с. — село